# Монгольський державний університет
Монгольський державний університет (монг. Монгол улсын их сургууль) — найстаріший університет Монголії, розташований в місті Улан-Батор.

## Історія університету
Монгольський державний університет був створений в 1942 році. Спочатку Монгольський державний університет мав тільки 3 факультету. В 1958 році факультет зоології та ветеринарії став самостійним навчальним закладом під назвою Аграрний університет Монголії. В 1961 році Медичний факультет став Медичним університетом Монголії. В 1969 році факультет техніки і технології став Політехнічним інститутом Монголії (нині Монгольський державний університет техніки і технології). В 1979 році був створений факультет гуманітарних і соціальних наук.
Монгольський державний університет відіграє ключову роль у підготовці професійних кадрів країни. На даний момент Монгольський державний університет має 12 факультетів.
Число студентів — 10600. Число магістрів — 1600. Число аспірантів — 600.

## Відомі випускники
- Баатарсуренгійн Шуудерцецег
- Батцецег Батмунхіїн